# Río Senguer megye
Río Senguer egy megye Argentínában, Chubut tartományban. A megye székhelye Alto Río Senguer.

## Települések
A megye a következő nagyobb településekből (Localidades) áll:
- Río Mayo
- Alto Río Senguer
- Doctor Ricardo Rojas
- Lago Blanco
- Aldea Beleiro
- Facundo
- Aldea Apeleg

Kisebb települései (Parajes):
- Pastos Blancos
- Los Tamariscos
- La Puerta del Diablo
- Rio Guenguel
- Escuadrón Rio Mayo
- El Coyte
- Paso Moreno
- Alto Rio Mayo